# Саронические острова
Сарони́ческие острова́ (греч. Νησιά του Αργοσαρωνικού Аргосаронические острова, острова Саронического залива) названы так, потому что расположены в заливе Сароникос, омывающем южный берег Аттики и северо-восточный берег полуострова Пелопоннес. Наибольшие из Саронических островов — Саламин (в древности в битве при Саламине (480 до н. э.) греческий флот одержал важную победу над персидским флотом), Эгина, Ангистри и Порос. Острова Идра и Докос, лежащие южнее Пелопоннеса, также входят в архипелаг Саронических островов, хотя и находятся не в заливе Сароникос, а в заливе Арголикос. Самый дальний от Афин остров архипелага — Спеце.

## Основные острова
- Саламин (96,16 км²)
- Эгина (87,41 км²)
- Ангистри (13,36 км²)
- Порос (49,5 км²)
- Идра (64,44 км²)
- Спеце (27,12 км²)
- Докос (13,53 км²)
- Пситталея (0,375 км²)

## Транспорт
Существует регулярное паромное сообщение между Сароническими островами и Пиреем, а также Пелопоннесом.